# Odette Pinto
Odette Pinto Gassó (1932, Burdeos, Francia - 21 de febrero de 2010, Barcelona, España) fue una comunicadora radiofónica. Esposa de Jordi Bertomeu.

## Biografía
En Radio Sabadell debutó como actriz de radioteatro y como locutora en 1946, más tarde, y en 1955 se incorporó a Radio Terrasa. Allí comenzó su primer programa femenino, Nosotras. Saltó a la emisora hermana, Radio Barcelona, para sustituir temporalmente a Rosario Caballé, la actriz que interpretaba el personaje de Elena Francis, y para realizar tareas como locutora y rapsoda. Pero en 1957 contrajo matrimonio.
El perfil biográfico de Odette Pinto adquiere en 1957 singularidad. El matrimonio supuso su despido automático de Radio Barcelona, porque una mujer casada no podía seguir siendo locutora. Odette Pinto no aceptó el destino de esposa como único futuro y consiguió muy pronto que José Joaquín Marroquí, el guionista y director de programas de Radio España de Barcelona, la contratara. Primero, como mecanógrafa y copista de los seriales manuscritos por el propio Marroquí, y luego como guionista y adaptadora. Más de un centenar de seriales adaptó en los ocho años en que estuvo en Radio España de Barcelona (1960-1968). En 1965 comenzó su primer programa con la marca Odette: Odette, ama de casa. Más tarde se sucedieron nuevas emisoras y nuevos programas (La mujer opina, La hora femenina). Y en 1974, en Radio Juventud de Barcelona, nació su programa más notorio: Las tardes de Odette.
Durante más de dos décadas (1974-1997), en las ondas catalanas, en tres emisoras distintas, Las tardes de Odette fue una representación genuina de la radio femenina. En 1997, este programa cerró un ciclo. El publicitario Josep Maria Ballvé, el fabricante de las marcas Luis del Olmo y Encarna Sánchez, dueño de Radio Miramar de Barcelona, le propuso a Odette el salto a las mañanas y así nació Odette y tú en Radio Salud Cataluña.
El 15 de agosto de 2004 Radio Salud Cataluña pasó a denominarse Radio Marca Barcelona y [Odette Pinto] no tuvo cabida en su programación al ser estrictamente deportiva por lo que volvió de nuevo a la Onda Media tras fichar por [COPE Miramar] para realizar de 12 a 14 h su programa Odette y tú.
Su último programa en la radio fue La hora d'Odette en [COPE Catalunya i Andorra] los domingos de 12 a 13 h y bajo la producción de Paco Orozco, que luego le acompañó en su etapa televisiva. 
Sus programas fueron un bálsamo radiofónico, con la actualidad, los famosos, los libros, la belleza y la salud como asuntos principales. Un menú que Odette servía a sus amigas oyentes con una sonrisa y con amabilidad. Odette Pinto estaba convencida de que las buenas noticias son, las buenas noticias.
Sus últimos años Odette estuvo ligada a la televisión con programas en cadenas locales, como:
- Els diumenges amb Odette (Canal Català)
- Odette, de tú a tú (25 TV)

En el año 2005 publicó su autobiografía Odette Pinto : pasión por las Ondas - Código ISBN 978-84-933769-2-5 Editorial Arcopress
El 21 de febrero de 2010 falleció en el Hospital Clínic de Barcelona.